# Magnus Stackelberg
Göran Berndt Magnus Stackelberg, född 10 maj 1788 i Ratula, död 17 november 1833 i Malmö, var en svensk friherre, militär, hovman och ämbetsman.

## Biografi
Magnus Stackelberg var son till ryske ståthållaren i Finland Berndt Magnus Stackelberg och friherrinnan Ottiliana Ulrika De Geer (af Tervik). Han blev kornett vid Nylands dragonkår 1802, kadett vid Karlberg samma år, utexaminerades därifrån 1805 och transporterades till skånska dragonregementet 1807. Stackelberg transporterades till livgardet till häst 1809, blev löjtnant där 1810, ryttmästare i armén 1813 och vid livgardet samma år. Han blev kabinettskammarherre 1815, major i armén 1817 och överstelöjtnant i armén 1818 Stackelberg blev major vid livgardet till häst 1820, överste i armén 1822 och var öveste och chef för Kronprinsens husarregemente 1822–1830. Han blev hovstallmästare hos kungen 1825, generaladjutant 1827 och erhöll generalmajors avsked 1830. Stackelberg var överpostdirektör 1830–1831 samt landshövding i Malmöhus län under åren 1831–1833.
Magnus Stackelberg är begravd på Gamla kyrkogården i Malmö. Han var far till Oscar Stackelberg.